# CMNF
Clothed male, naked female (CMNF), o clothed male, nude female (in italiano maschio vestito, femmina nuda) è una forma di raffigurazione della nudità femminile dove una o più donne sono nude, mentre uno o più uomini sono vestiti. È da considerarsi un tipo di pornografia softcore. La pratica inversa è nominata Clothed Female, Naked Male (CFNM).

## Nei media
Lo scrittore Earl Wilson racconta di molte esperienze riguardanti la nudità femminile a senso unico nel suo libro Show Business Laid Bare. Nel capitolo intitolato Cheri Caffaro: A Strange Interlewd, Wilson racconta della sua esperienza avuta intervistando l'attrice Cheri Caffaro mentre lei era nuda e lui era completamente vestito.

## Rappresentazione nell'arte

Il mercato degli schiavi, Jean-Léon Gérôme, c. 1884
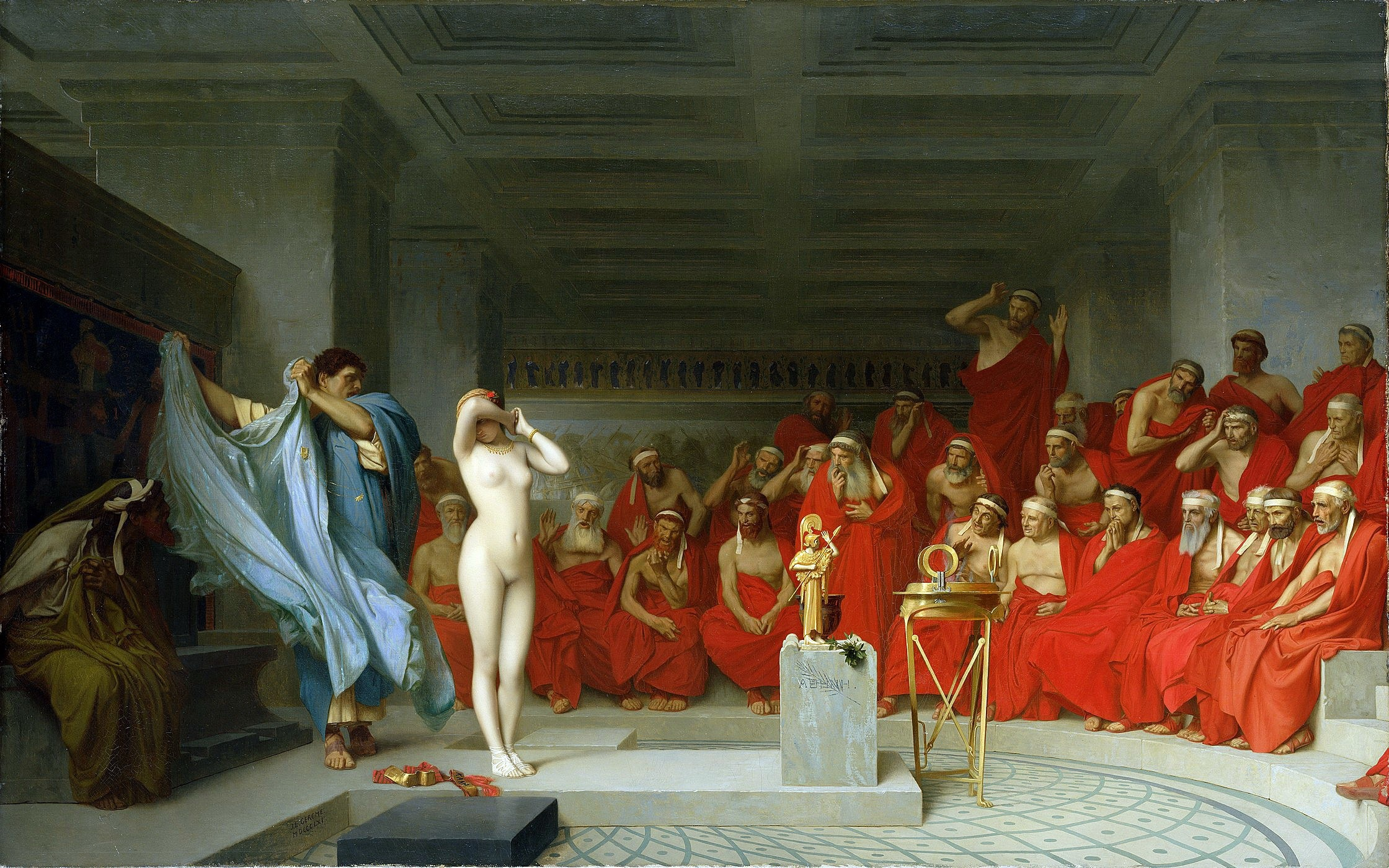
Frine davanti all'Areopago, Jean-Léon Gérôme, 1861
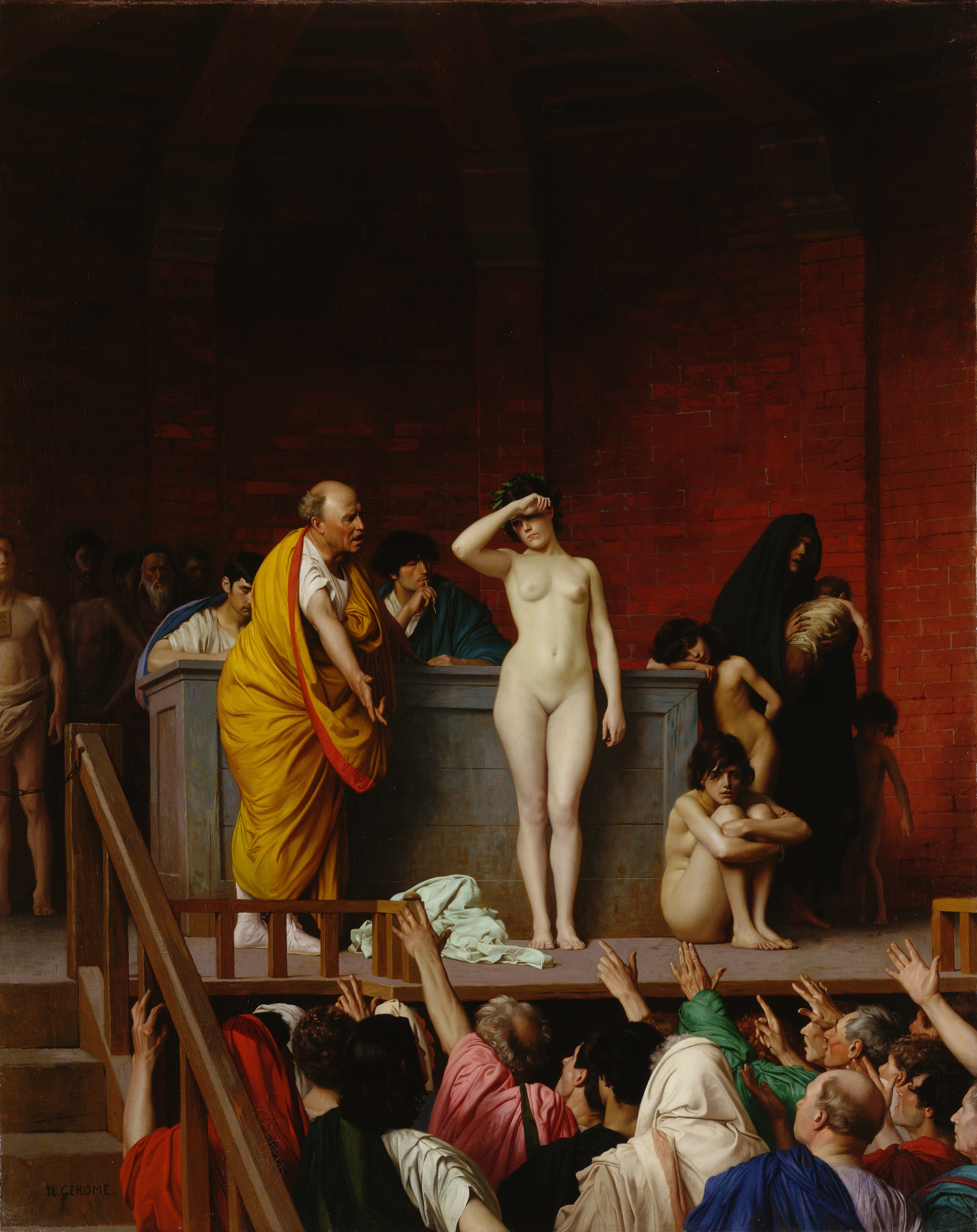
Vendita di una schiava romana, Jean-Léon Gérôme
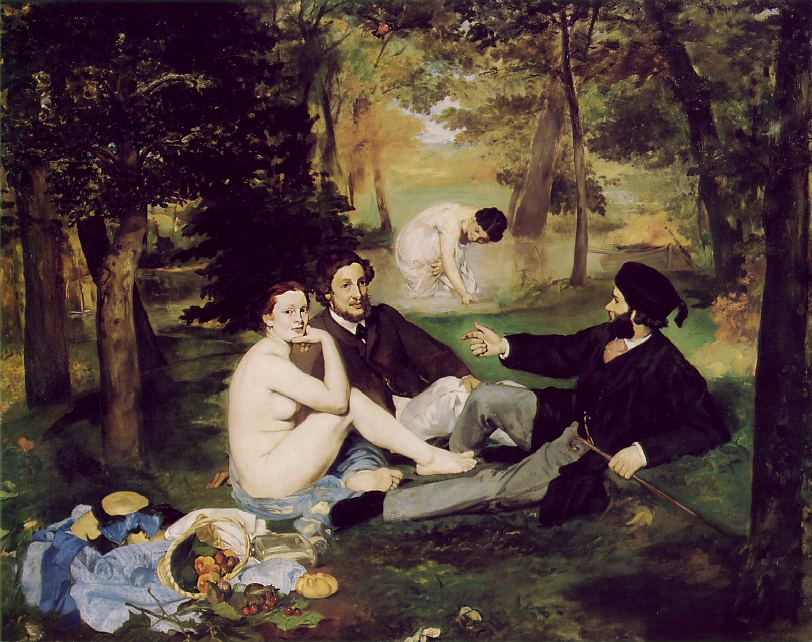
Colazione sull'erba, Édouard Manet, 1863
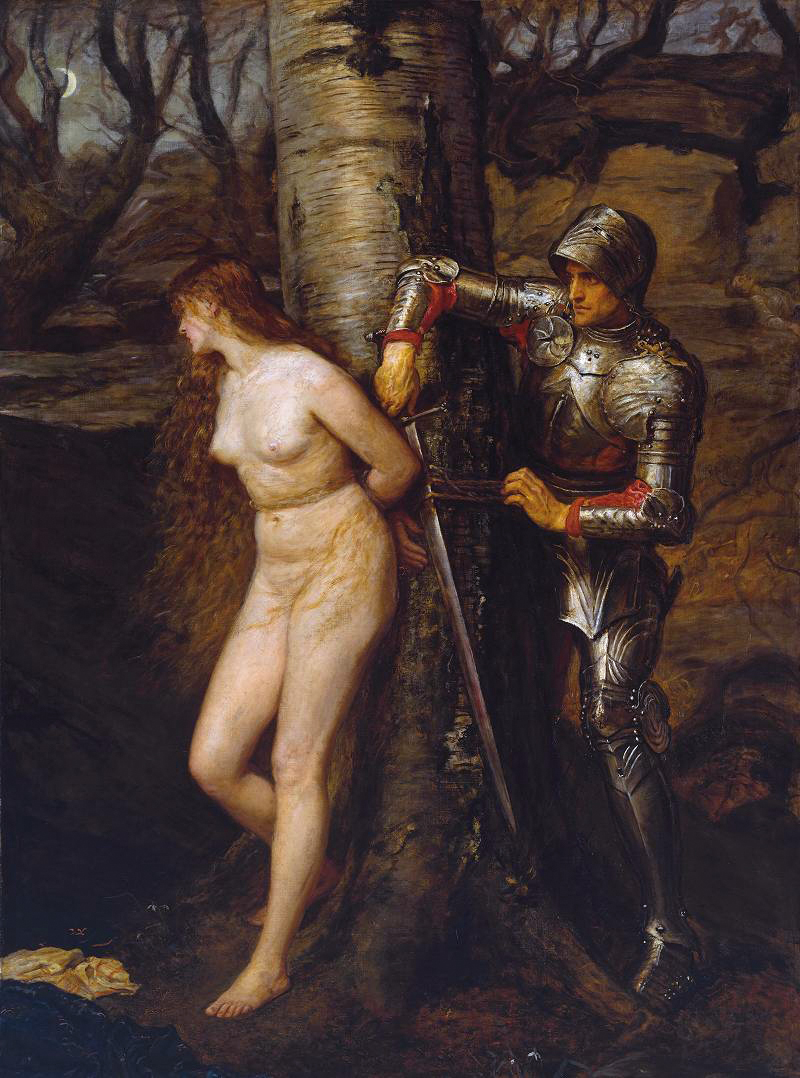
John Everett Millais, The Knight Errant, 1870
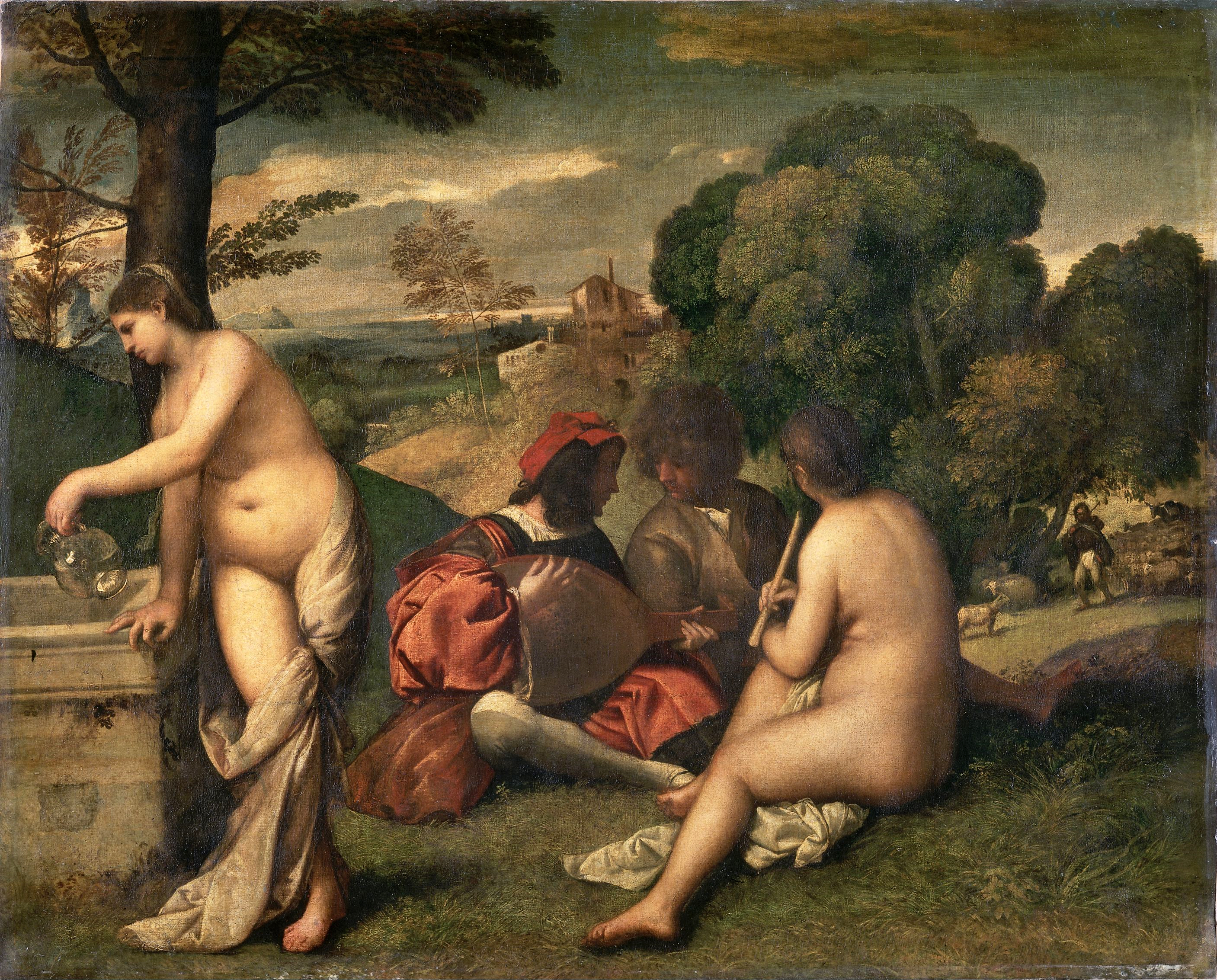
Concerto campestre, Tiziano Vecellio, c. 1509
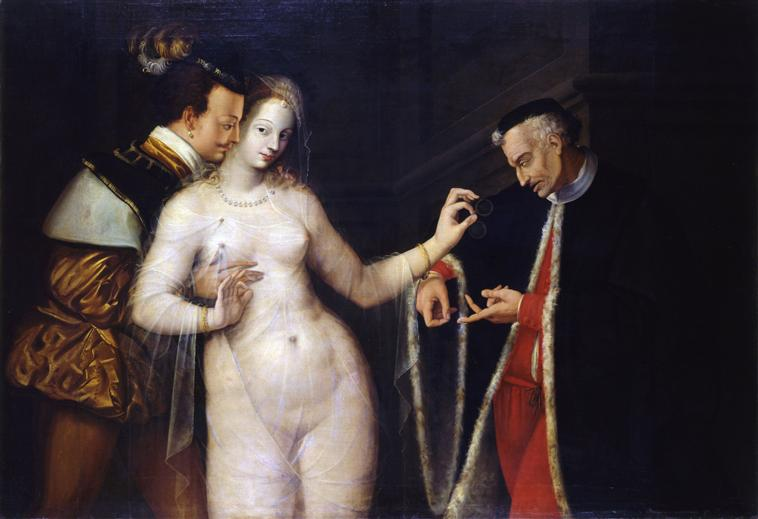
La Femme entre les deux âges, c. 1575
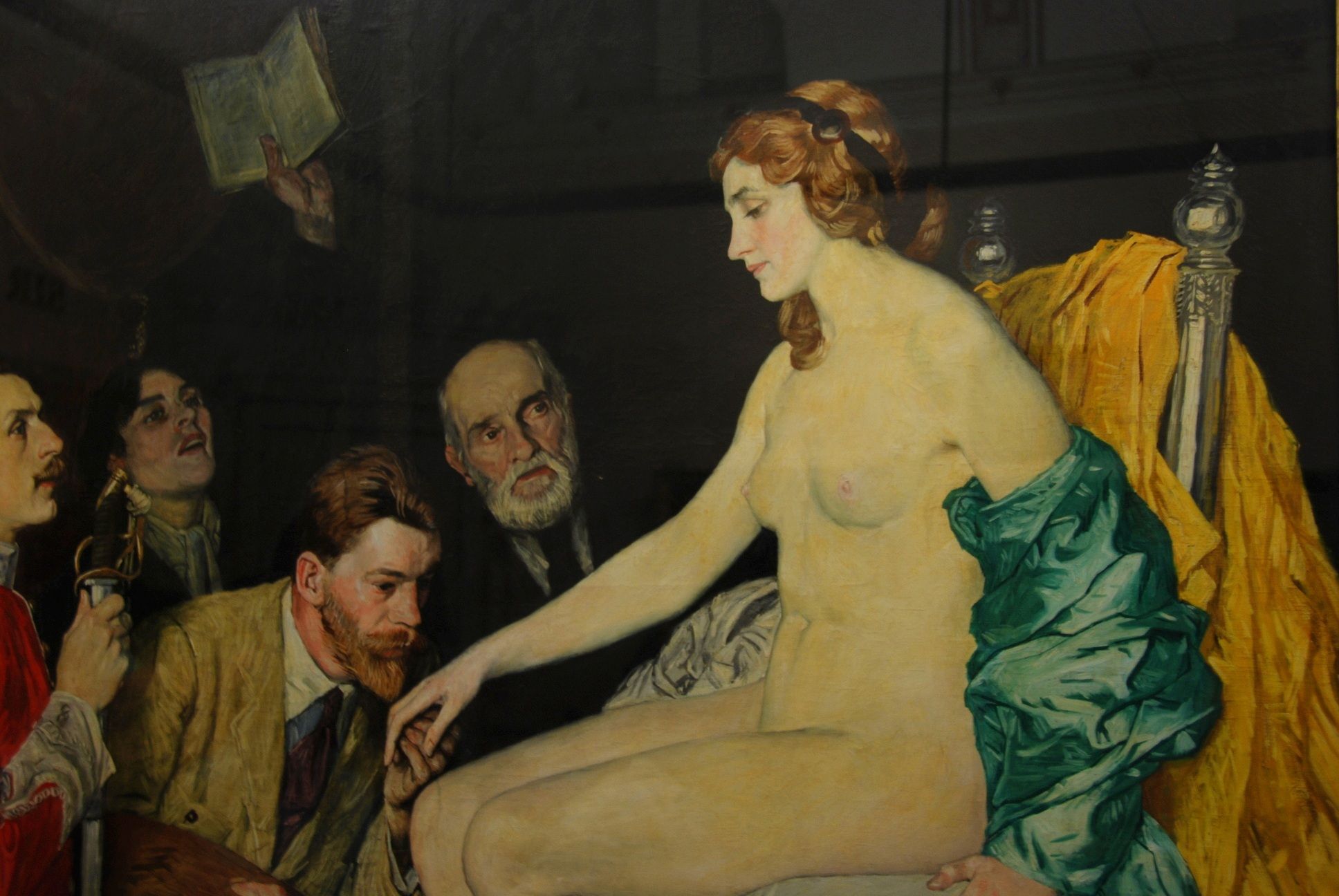
Adorazione, William Strang, 1913

La nudità unicamente femminile è stata una tematica artistica ricorrente, specie nelle pitture orientaliste del diciannovesimo secolo. Una tipica scena CMNF può essere la raffigurazione pornografica di schiavitù sessuale dove una o più schiave femmine sono mostrate dinanzi un pubblico di uomini nella rappresentazione di un mercato delle schiave. L'esempio archetipico di questo genere di scene è raffigurato da Jean-Léon Gérôme nel dipinto Il mercato degli schiavi, dove una schiava femmina nuda è esaminata da un potenziale acquirente. Un altro esempio dello stesso autore è Frine davanti all'Areopago che si basava sul processo di Frine dinanzi l'antica Grecia. Un'altra scena tipica nella raffigurazione CMNF era quella dell'harem.
Al di fuori dello stile orientalista, uno scenario per la nudità esclusivamente femminile nel diciannovesimo secolo era quello del cavaliere errante, dove la donzella in difficoltà era utilizzata come soggetto per esplorare il sottotesto erotico del potente cavaliere che correva in soccorso della donna senza scampo. L'esempio migliore in tal senso è il dipinto di John Everett Millais Knight Errant, dove una donna nuda è stata legata a un albero e il cavaliere viene mostrato intento a tagliare via i lacci.
Un altro esempio è il dipinto di Édouard Manet Le déjeuner sur l'herbe ("La colazione sull'erba"), dove una donna nuda è dipinta mentre pranza insieme con due uomini completamente vestiti. Il Concerto campestre (c. 1510) attribuito a Giorgione oppure al suo discepolo Tiziano Vecellio è stato citato come fonte di ispirazione per il dipinto di Manet.
Il dipinto del 1913 Adorazione di William Strang presenta uno studio filosofico sulla bellezza, con il soldato, il pittore lo scolaro e l'anziano gentiluomo affascinati dal soggetto femminile nudo.